# (73103) 2002 GZ24
(73103) 2002 GZ24 – planetoida z pasa głównego asteroid okrążająca Słońce w ciągu 3,19 lat w średniej odległości 2,17 j.a. Odkryta 13 kwietnia 2002 roku.